# Wycoller Hall
Wycoller Hall era uma mansão do final do século XVI situada na aldeia de Wycoller, Lancashire, Inglaterra. A residência era o centro de uma propriedade considerável, mas posteriormente caiu em desuso. As ruínas agora estão listadas, e fazem parte do Parque Rural de Wycoller.

## História

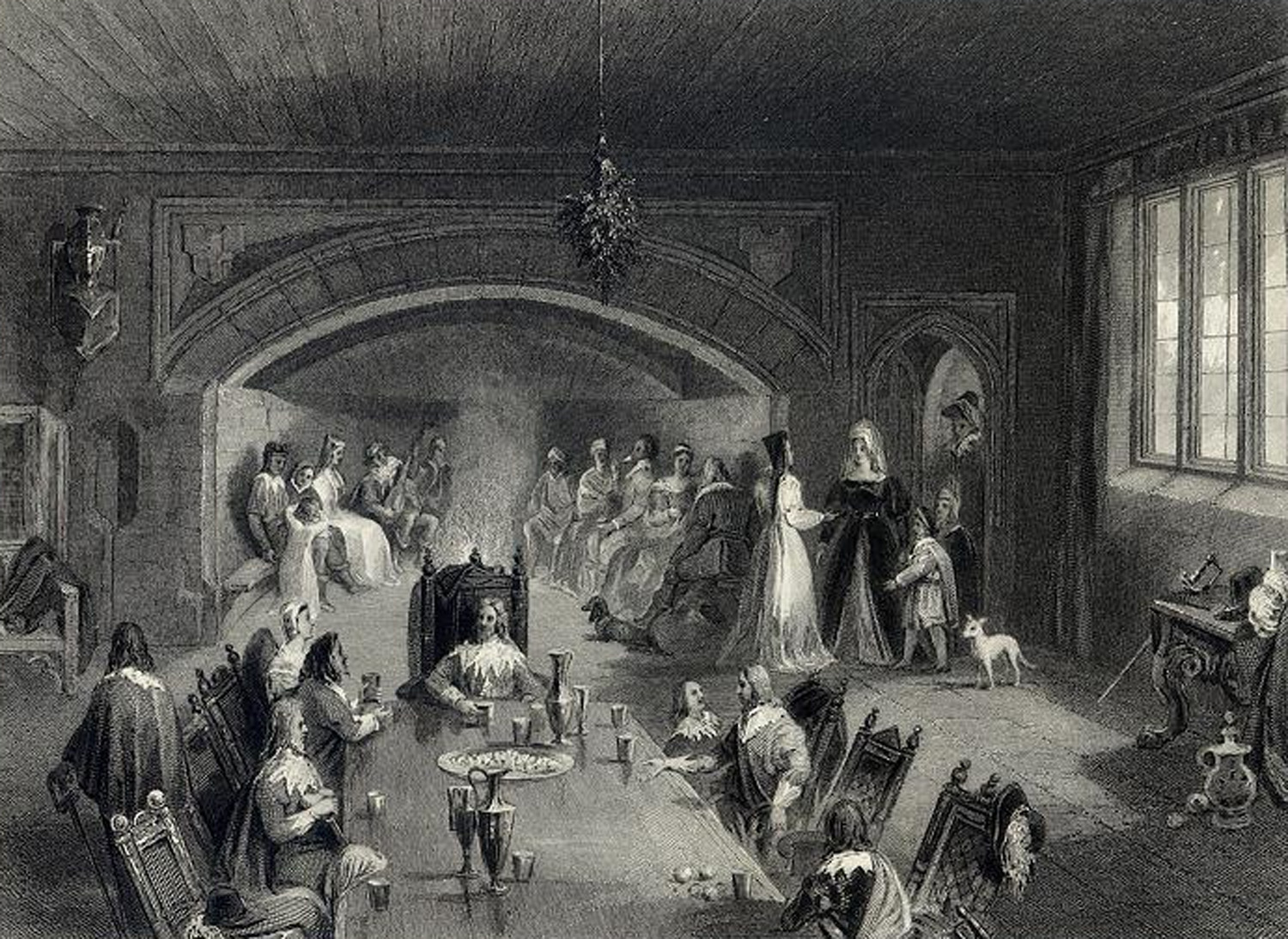
O refeitório em 1650. Na gravura, a disposição da sala foi invertida.

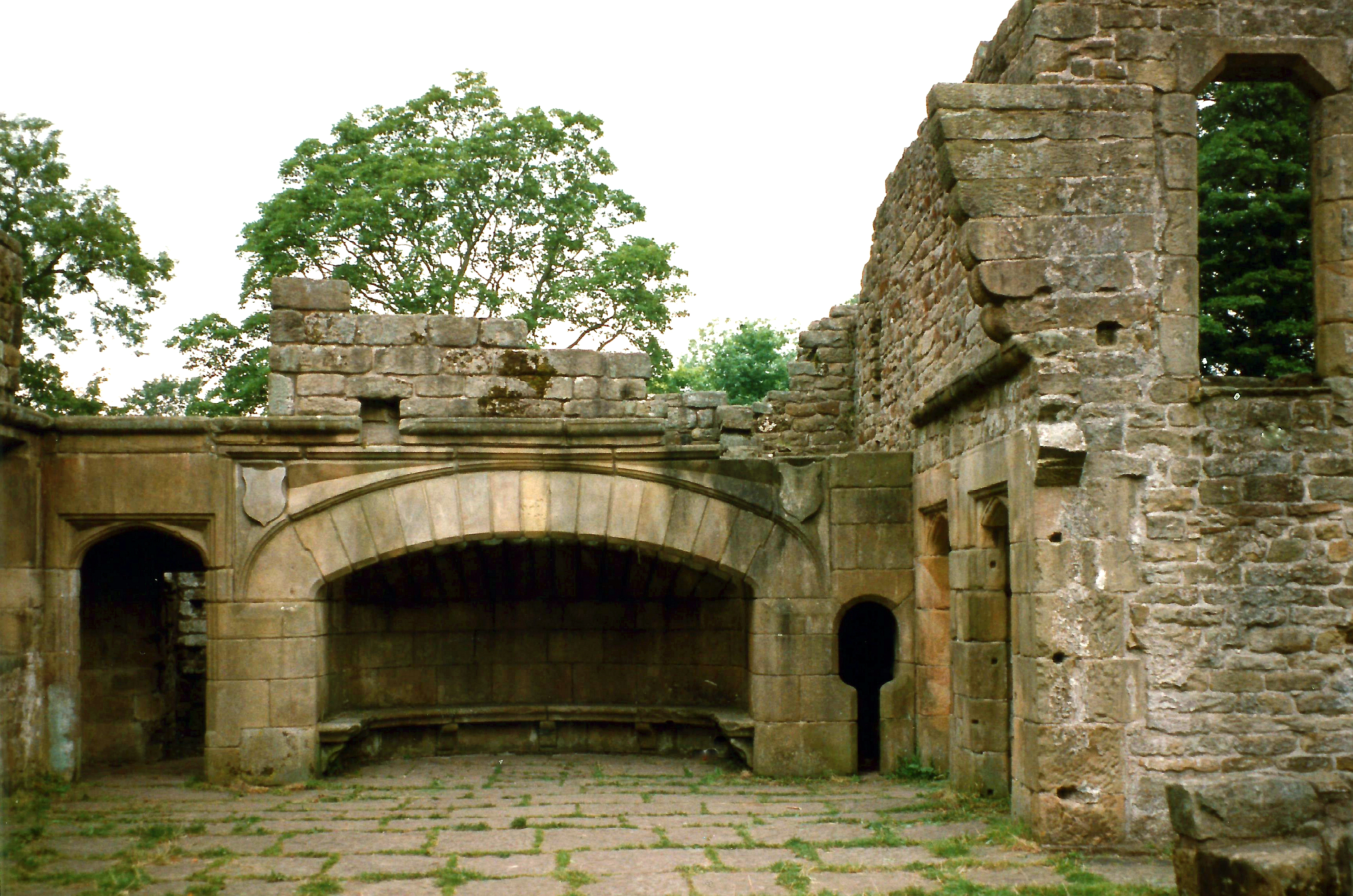
O refeitório atualmente. Acima do arco os escudos ainda podem ser vistos como estavam na gravura acima.

Wycoller Hall remonta ao final do século XVI, e foi construída no local de uma casa ocupada em 1507 por Piers Hartley. Na década de 1590, uma casa grande foi construída, provavelmente em meados do século XVI, substituindo a residência original de Piers. A propriedade então passou a ser posse da família Cunliffe, após o casamento da filha de Pier, Elizabeth, com Nicholas Cunliffe em 1611. Eles tiveram vários filhos, um dos quais, John, se casou com Grace Hartley em 1628. Os Cunliffes se estabeleceram em Wycoller na década de 1720, após perderem sua casa ancestral por dívidas. A propriedade então passou por vários irmãos, todos os quais morreram sem descendência, antes de passar para o neto de uma das irmãs, Henry Owen, com a condição de que Owen assumisse o nome Cunliffe. Ele adotou o nome Henry Owen Cunliffe, e se tornou o novo escudeiro. Ele embarcou em um grande projeto de construção para a mansão, para criar uma casa que ele sentisse que seria digna de sua posição e que atrairia uma nova esposa.
O projeto de construção levou mais de um ano para ser concluído, durante o qual Henry se mudou e se hospedou no pub próximo. O trabalho incluiu a instalação de uma nova varanda, uma grande variedade de janelas com parteluzes e a modernização dos interiores. Quando foi concluída, Henry havia se casado e o casal se mudou para a mansão para aproveitar seu novo estilo de vida. Henry era, no entanto, um esportista e jogador entusiasmado, e contraiu dívidas pesadas. Com sua morte em 1818, a propriedade passou para seu sobrinho, Charles Cunliffe Owen, mas Charles não tinha condições de pagar as dívidas, e a propriedade foi dividida entre os credores. A mansão passou para um parente distante, John Oldham, e depois para o Rev. John Roberts Oldham. Esse último providenciou que grandes partes da alvenaria fossem vendidas para construir um moinho de algodão em Trawden.
Apesar disso, grande parte da mansão sobreviveu até o final do século XIX, embora estivesse desocupada e em constante ruínas, com quantidades consideráveis de alvenaria sendo removidas para construções locais. A vila inteira posteriormente passou para a propriedade do Conselho de Águas local, mas continuou a declinar. Um grupo de conservação local, 'Os Amigos de Wycoller' foi fundado em 1948 e começou uma campanha para conservar a vila histórica. Seu trabalho na mansão incluiu a restauração da lareira na década de 1950.A área inteira foi vendida em 1973 para o Conselho do Condado de Lancashire, que declarou toda a vila uma área de conservação e designou os 350 acre(s)s (1,4 km2) ao redor como Parque Rural. As ruínas da mansão foram designadas como um monumento marcado e são listadas como Grau II*. Uma exposição sobre a história da mansão, da vila e da área ao redor foi estabelecida no celeiro com corredores perto das ruínas.

## Projeto
A casa tinha uma grande varanda de dois andares, que foi removida na década de 1870 e reerguida em Trawden. A varanda levava ao grande salão, dominado por uma grande lareira de pedra. À direita, há uma abertura em forma de buraco de fechadura, cuja função ainda é desconhecida. A parte da casa reconstruída na época de Henry Owen Cunliffe tinha três andares de altura e continha as salas de estar e desenho e os quartos. Atrás do salão principal ficavam as cozinhas. Além do edifício principal de Wycoller Hall, havia um pátio com cocheira e estábulos. Jardins foram dispostos no período de ocupação de Henry Owen Cunliffe, assim como uma cabine de galos. Durante os últimos anos de ocupação, a casa foi dividida em duas e habitada por duas famílias diferentes.

## Wycoller na literatura
As celebrações sazonais mostradas na gravura acima (de uma pintura de Henry Melville) são o tema da ilustração poética de Letitia Elizabeth Landon Christmas in the Olden Time, 1650 no Fisher's Drawing Room Scrap Book, 1836.

## Wycoller e as Brontës
Acredita-se que Wycoller Hall seja a inspiração para Ferndean Manor em Jane Eyre de Charlotte Brontë. As Brontës viviam na aldeia próxima de Haworth, e a família provavelmente visitava Wycoller em suas caminhadas. Paralelos também foram traçados com o proprietário de Ferndean, o pai do Sr. Rochester, e Henry Owen Cunliffe. Uma das ocupantes da mansão, Elizabeth Cunliffe, também se tornou Elizabeth Eyre por meio do casamento. Wycoller Hall foi até usado para ilustrar a capa da edição de 1898 de Jane Eyre.

## Fantasmas em Wycoller

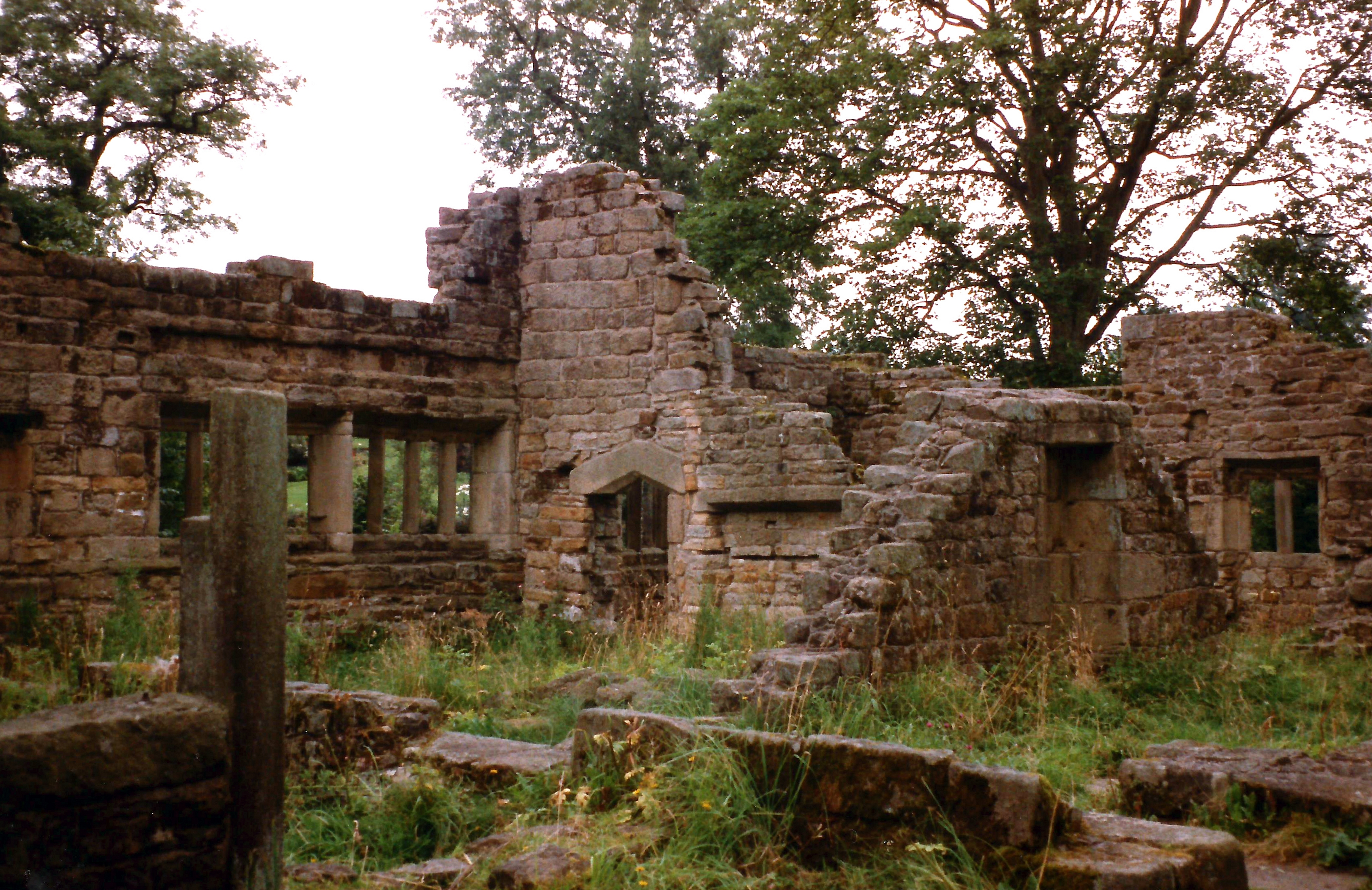
Ruínas da mansão

### O cavaleiro fantasma
Wycoller e Wycoller Hall também se tornaram o local de várias histórias de fantasmas. Uma delas diz respeito ao assassinato da esposa de um dos escudeiros da mansão, um certo Simon Cunliffe. Durante o reinado do Rei Carlos II, o escudeiro e sua caça estavam perseguindo uma raposa. A raposa correu para o salão e subiu para o quarto da mulher. Os cães a perseguiram e a atacaram, com Simon Cunliffe cavalgando seu cavalo para o salão e subindo as escadas. Ao encontrar sua esposa apavorada na cena, ele amaldiçoou sua covardia e levantou seu chicote de caça como se fosse atacá-la. Ela então morreu de medo.
O escudeiro supostamente ainda é visto à noite retornando ao salão, vestido com o traje do início da era Stuart. O barulho de seu cavalo batendo na ponte e subindo até a porta do salão, e então subindo as escadas pode ser ouvido, seguido pelos gritos de uma mulher. O fantasma então retorna pelo mesmo caminho que veio. Ele supostamente é visto uma vez por ano, durante o tempo tempestuoso quando a escuridão cai. Os investigadores paranormais Colin Veacock e Peter Crawley registraram um som semelhante ao de um chicote de montaria em 26 de julho de 1996.
A própria mulher assassinada é registrada como tendo aparecido uma vez para um casal de namorados no local. O fantasma usava um vestido de seda preta e previu a queda dos Cunliffes e a ruína da mansão. Ela foi vista mais tarde por dois trabalhadores, mas não foi vista desde a morte do último Cunliffe de Wycoller. Apesar da natureza convincente das histórias, nunca houve um Simon Cunliffe como escudeiro de Wycoller.

### Black Bess
Diz-se que outro dos Cunliffes viajou para as Índias Ocidentais, onde se casou com uma mulher de lá. Na viagem de volta, ele começou a ter dúvidas sobre a adequação de seu casamento, então jogou sua esposa ao mar, onde ela se afogou. O fantasma da mulher o seguiu de volta a Wycoller, em busca de seu assassino.